# Рідномовець
Рідномовець[джерело?] (англ. native speaker) — представник мовної спільноти, який володіє нормами мови, активно вживаючи цю мову (зазвичай вона для нього рідна) у різних побутових, соціокультурних, професійних сферах спілкування. З рідномовцями, а не з текстами, працює польова лінгвістика.

## Критерії визначення рідномовця
У науці виділяють декілька критеріїв ідентифікації людини як рідномовця. Згідно з шістьма найпоширенішими, рідномовець — це індивід, який
- засвоїв мову в ранньому дитинстві (під час критичного періоду) від своїх батьків — рідномовців
- має інтуїтивне, природне знання мови (наприклад, здатний легко і неконтрольовано розуміти не звернену до нього мову)
- здатний до спонтанного мовлення без затримок
- комунікативно компетентний (розпізнає різні типи релевантних мовних ситуацій і може поводитися відповідно до заведених комунікативних норм)
- сприймає себе як члена мовної спільноти
- розмовляє без акценту.

Якщо індивід має не всі, але більшу частину цих ознак, то його можна визначити як «такого, що наближається за рівнем до рідномовця» (англ. near-native speaker).